# Thomas Topfstedt
Thomas Topfstedt (* 18. Februar 1947 in Erfurt; † 6. Dezember 2021 in Leipzig) war ein deutscher Kunsthistoriker und Professor der Universität Leipzig.

## Leben
Als Sohn einer Büroangestellten und eines Arbeiters wuchs Topfstedt in Erfurt auf. Nach dem Abitur nahm er 1965 ein Studium der Kunstgeschichte, Vor- und Frühgeschichte an der Karl-Marx-Universität Leipzig auf, das er 1970 als Dipl.-Kunstwissenschaftler abschloss. Er wurde 1967 Mitglied der SED, aus der er im Januar 1990 wieder austrat. Von 1970 bis 1975 war er als wissenschaftlicher Mitarbeiter am Institut für Städtebau und Architektur (Abteilung Geschichte und Theorie der Architektur) der Bauakademie der DDR in Berlin beschäftigt. Zwischenzeitlich leistete er 1971 bis 1973 den Grundwehrdienst bei der NVA.

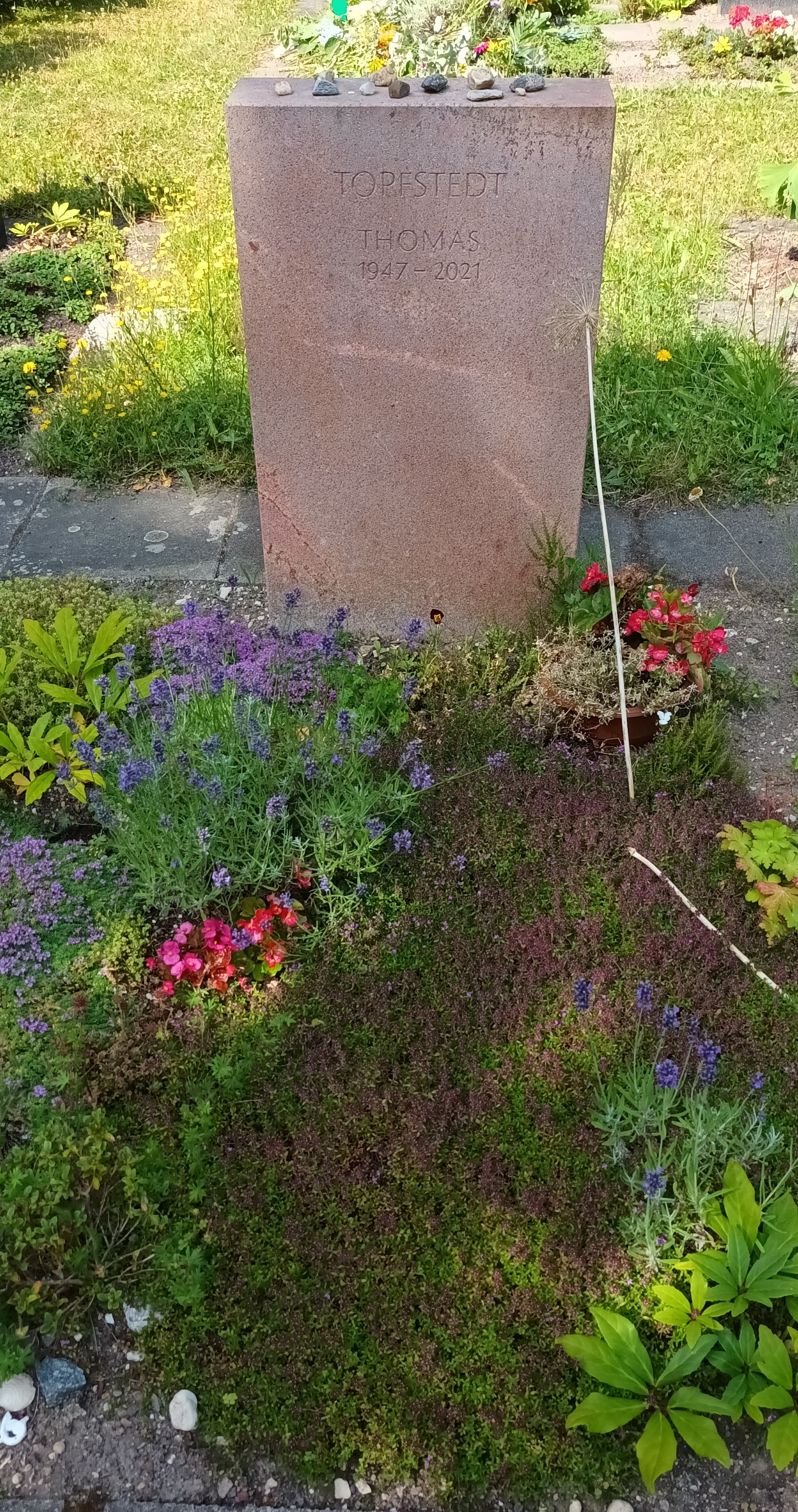
Grabstätte Thomas Topfstedt

Topfstedt wechselte 1975 als wissenschaftlicher Assistent an den Fachbereich Kunstwissenschaft der Universität Leipzig, wo er 1980 mit einer Arbeit zur Entwicklung von Städtebau und Architektur in der Deutschen Demokratischen Republik 1949 bis 1955 promoviert wurde. Als wissenschaftlicher Oberassistent blieb er an der Karl-Marx-Universität, 1984 absolvierte er die Promotion B mit einer Untersuchung zum Städtebau in der DDR 1955–1971 und erhielt die Lehrbefähigung (Facultas docendi) für das Fachgebiet Kunstwissenschaft. Anschließend lehrte er als Dozent für Architekturgeschichte an der Leipziger Universität. Topfstedt wurde 1988 zum ordentlichen Professor für Sozialistische Gegenwartskunst an der Sektion Kultur- und Kunstwissenschaften der Karl-Marx-Universität Leipzig berufen. Während der Wende in der DDR war er von 1989 bis 1990 Mitglied der Zentralen Arbeitsgruppe Umweltgestaltung beim Verband Bildender Künstler der DDR und Mitglied der Sektion Architektur und Städtebau der Bauakademie der DDR. Bei der 1. Leipziger Volksbaukonferenz trat er als Redner auf.
Nach der deutschen Wiedervereinigung war Topfstedt von 1990 bis 1993 kommissarischer Leiter des Institutes für Kunstgeschichte der Universität Leipzig, dann bis 1996 dessen geschäftsführender Direktor. Er war von 1991 bis 1993 Professor für Kunstgeschichte und anschließend bis zu seiner Emeritierung 2012 Professor für Kunstgeschichte unter besonderer Berücksichtigung der Kunst des 19. und 20. Jahrhunderts. Im akademischen Jahr 1997/98 war er Dekan und 1998/99 Prodekan der Fakultät für Geschichte, Kunst- und Orientwissenschaften der Universität Leipzig.
Topfstedt war seit 1990 Mitglied im Verband Deutscher Kunsthistoriker, seit 1994 Mitglied der Deutschen Akademie für Städtebau und Landesplanung. Seit 1995 gehörte er der Historischen Kommission sowie seit 2006 der Kommission für die Kunstgeschichte Mitteldeutschlands der Sächsischen Akademie der Wissenschaften zu Leipzig an. Zudem war er von 1998 bis 2005 Mitglied des sächsischen Denkmalrates.
Seine Grabstätte befindet sich auf dem Leipziger Südfriedhof, II. Abteilung.

## Publikationen

### Eigene Schriften
- Städtebau in der DDR 1955–1971, Leipzig 1988
- Stadtdenkmale in Ostdeutschland, mit Bertram Kober, Leipzig 1994
- Der Leipziger Augustusplatz, mit Pit Lehmann, Leipzig 1994
- Wohnen und Städtebau in der DDR. In: Flagge, Ingeborg (Hg.): Geschichte des Wohnens. Band 5: Von 1945 bis heute. Stuttgart 1999
- Kontinuität und Wandel. Zum Bild vom sozialistischen Menschen in der bildenden Kunst der DDR während der 1950er und 1960er Jahre. In: Löffler, Katrin (Hg.): Der »neue Mensch«. Ein ideologisches Leitbild der frühen DDR-Literatur und sein Kontext. Leipzig 2013
- Enttäuschte Erwartungen. Stadtdenkmalpflege und Baupolitik in der DDR während der 1970er und 1980er Jahre. In: Denkmalpflege, Kontinuität und Avantgarde. Arbeitsheft des Thüringischen Landesamtes für Denkmalpflege und Archäologie. Neue Folge 43. Altenburg 2014
- Das Herzogliche Museum in Gotha im Kontext des Museumsbaus seiner Zeit. In: Das Herzogliche Museum in Gotha. Arbeitsheft des Thüringischen Landesamtes für Denkmalpflege und Archäologie. Neue Folge 45. Altenburg 2015
- Baubezogene Kunst in der DDR. In: Maleschka, Martin: Baubezogene Kunst. DDR: Kunst im öffentlichen Raum 1950–1990. Berlin 2019
- Stadtplanung und Architektur 1945–1989. In: Hehl, Ulrich von (Hg.): Geschichte der Stadt Leipzig. Band 4. Leipzig 2019

sowie zahlreiche Aufsätze in Sammelwerken und Zeitschriften

### Herausgeberschaften
- Leipzigs Messen 1497–1997. Gestaltwandel, Umbrüche, Neubeginn. Mit Hartmut Zwahr und  Günter Bentele. Köln, Weimar und Wien 1999
- Vom Baukünstler zum Komplexprojektant. Architekten in der DDR. Mit Holger Barth. Erkner 2000
- Kunst im Bau. Sparkasse Leipzig. Mit Claus Baumann. Leipzig 2003
- Industriekultur – Stadtentwicklung – soziale Milieus. Leipzig im 19. und 20. Jahrhundert. Leipzig 2005
- Geschichte der Leipziger Universitätsbauten im urbanen Kontext. Mit Michaela Marek. Leipzig 2009